# Olaf Katzer

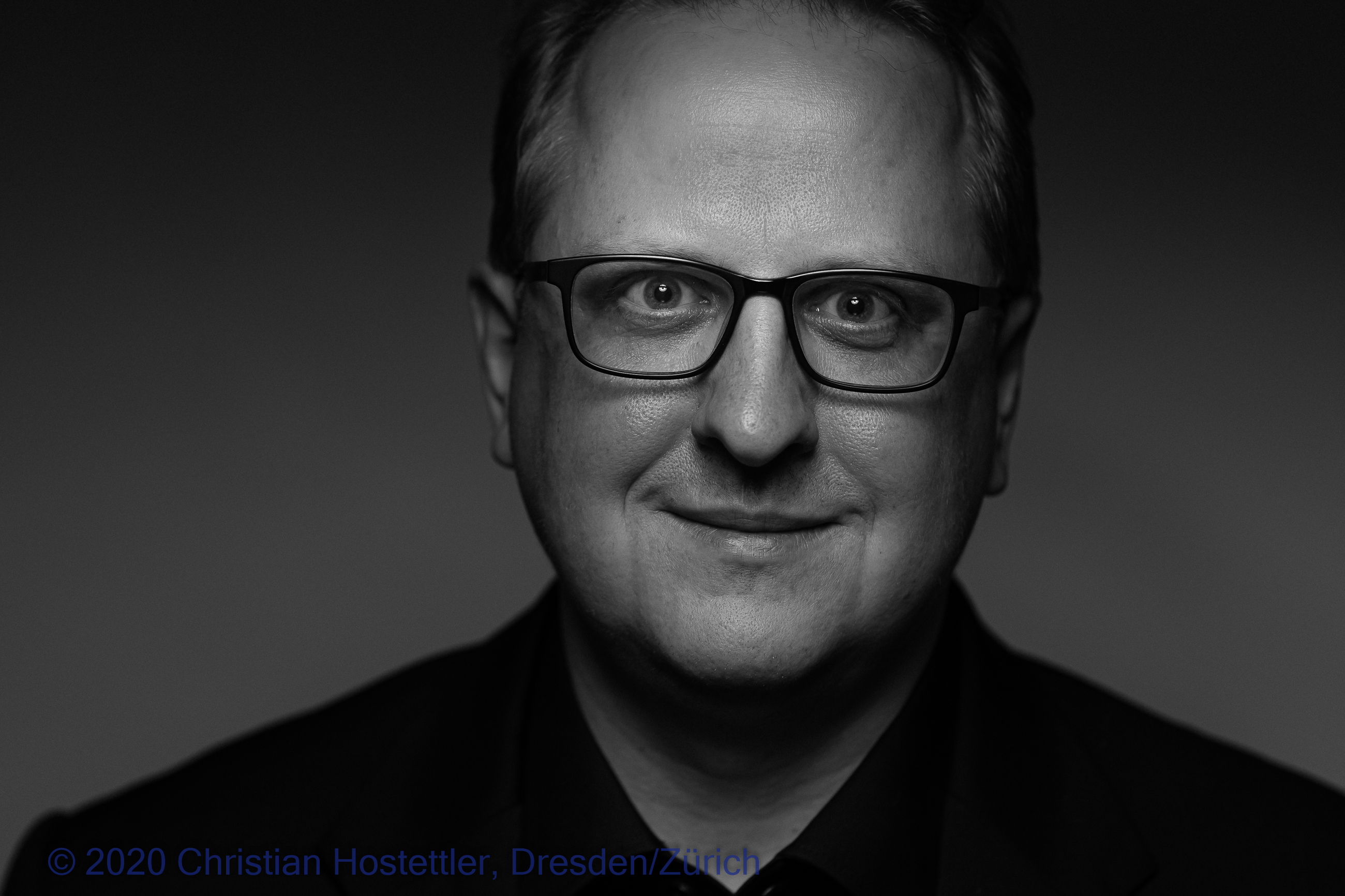
Olaf Katzer, AuditivVokal Dresden (Foto: Christian Hostettler)

Olaf Katzer (* 21. März 1980) ist ein deutscher Dirigent und Hochschullehrer. 2007 gründete er das Ensemble Auditivvokal Dresden, das er seitdem leitet. Seit 2011 ist er Dirigent des Dresdner Kammerchors.

## Leben und Karriere
Katzer wuchs im Rheinland auf. Nach dem Abitur studierte er Musik und Psychologie in München, Weimar und Dresden. Bereits während des Studiums gründete er 2007 das Ensemble Auditivvokal Dresden, welches er seitdem künstlerisch leitet und über die Grenzen Deutschlands bekannt gemacht hat.
Von 2008 bis 2012 unterrichtete er das Fach Chorleitung am Dr. Hoch’s Konservatorium in Frankfurt am Main. Seit 2011 ist er als Dozent für Chordirigieren an der Hochschule für Musik Dresden tätig, seit dem Studienjahr 2015/16 in Funktion des Vertretungsprofessors für Chordirigieren. Dabei hat er auch die Leitung des Hochschulchores inne.
Workshops leitete er auf Einladung der Manhattan School of Music in New York, an der Universidad Catolica Santiago de Chile und am Conservatório das Música in Belo Horizonte. Ferner übernahm Olaf Katzer in den letzten Jahren die Intendanz des Meißner Chorfestivals und die Leitung des Jungen Ensembles Dresden.
Über 100 Uraufführungen, weltweite Gastspiele bei zahlreichen Festivals und Rundfunkaufnahmen dokumentieren sein Engagement für die Vokalmusik.

## Auszeichnungen
- 2019: Förderpreis der Landeshauptstadt Dresden[3]
- 2020: Arras-Preis[4]